# Letalsko krilo
Letalsko krilo je kot najpomembnejši in največkrat najtežji del letala, glavna aerodinamična površina, kjer se tvori sila vzgona. Od njegove oblike in aerodinamičnih značilnosti so odvisne tudi značilnosti in zmožnosti celotnega letala.
Ker je letalo težje od zraka, za letenje potrebuje silo, ki je nasprotna sili zemeljske težnosti. Ta sila je vzgon, ki se med premikanjem skozi zrak ustvarja na nosilnih površinah letala (običajno krilih). Sila vzgona je pravokotna na tetivo profila krila. Pri gibanju letala skozi zrak zaradi trenja prihaja do upora, katerega smer je nasprotna od smeri gibanja letala. S primerno obliko profila krila, ki spominja na kapljičasto, dosežemo, da je upor zelo majhen in je tako večina aerodinamične sile vzgon, kar zagotavlja, da letalo lahko leti s čim manj izgubami. 
Vzgon nastane, ker je hitrost zračnega toka na zgornji polovici krila precej večja od hitrosti zračnega toka na spodnji polovici krila. Tako nad krilom po  Bernoulijevi enačbi (z1 ≈ z2) nastane podtlak, pod krilom pa nadtlak, kar ustvarja silo vzgona.
V nekateri literaturi je pogosta tudi razlaga, ki predpostavlja, da je čas prehoda zračnih molekul na zgornji in spodnji strani krila enak, pri čemer se morajo zaradi ukrivljenosti profila krila in posledično daljše poti na zgornji polovici molekule nad krilom gibati hitreje. Ta teorija je bila v praksi dokazana kot napačna. Zato je napačna tudi predpostavka, da je za nastanek vzgona nujen profil krila z bolj ukrivljeno zgornjo polovico profila, saj obstajajo tudi profili, ki ne sledijo tej predpostavki (simetrični in superkritični profil). 
Primerna količina vzgona, ki letalu zagotavlja vzlet, se pri vsakem letalu ustvari pri različni hitrosti, glede na tip pogona, težo, obliko krila in druge dejavnike.
Profil krila izbiramo glede na namen letala. Vzgon debelega in bolj ukrivljenega profila je večji od vzgona tankega, vendar je upor debelejšega krila pri enaki hitrosti večji. Posledično ima torej transportno letalo debelejše krilo od npr. reaktivnega lovca, vendar je hkrati počasnejše pri enaki pogonski moči na enoto teže. 
Vsa opisana načela veljajo tudi za propeler (bolj točno: letalski vijak), ki je ena od oblik pogona letala. Z vrtenjem propeler ustrezne oblike ustvarja vzgon, ki pa namesto navzgor v tem primeru letalo vleče naprej.

## Konfiguracije letalskih kril
Letala s fiksnimi krili (aeroplani) uporabljajo veliko različnih izvedb kril. Vse omenjene konfiguracije so letno testirali, razen nekaterih izjem. V nekaterih primerih je težko povsem točno definirati, ker spada krilo v več kategorij.

### Glede na število in pozicijo kril
- Enokrilnik ali monoplan: od 1930ih naprej je večina letal enokrilnih. Glede na namestitev ločimo:
  - Nizkokrilnik: krila so nameščena na spodnjem ali blizu spodnjega dela trupa
  - Srednjekrilnik: krila so nameščena približno na sredini trupa
  - Ramenokrilnik: krila so nameščena na »ramenih« - malo pod vrhom trupa
  - Visokokrilnik: krila so nameščena vrhu trupa
  - Parasol krilo: krila so nameščena s podporniki nad vrhom trupa

| Nizkokrilnik | Srednjekrilnik | Ramenokrilnik |

| Visokokrilnik | Parasol krilo |

- Dvokrilnik (biplan): uporablja dve krili približno enake velikosti, eno je nameščeno nad drugim. Bili so najpogostejši tip kril do 1930ih, ko so prevzeli enokrilci. Prvo letalo Wright Flyer I  je bil dvokrilec.
  - Dvokrilnik z različnim razponom: eno krilo (po navadi spodnje) ima manjši razpon. Primer Curtiss JN-4 Jenny iz 1. svetovne vojne
  - Seskviplan: je dvokrilec, pri katerem je spodnje krilo precej manjše od zgornjega. Primer Nieuport 17 iz 1. svetovne vojne
  - Obratni seskviplan: je dvokrilec, pri katerem je zgornje krilo precej manjše od spodnjega. Primer Fiat CR.1

| Dvokrilnik | Dvokrilnik z različnim razponom | Seskviplan | Obratni seskviplan |

- Trokrilnik (triplan): podobno kot dvokrilnik, le da ima tri krila eno nad drugim. Primer Fokker Dr.I. Nekaj časa so bili popularni, potem so jih nadomestili sodobnejši dvokrilniki.

- Štirikrilnik (kvadriplan): ima štiri krila nameščena eno nad drugim. Primer Armstrong Whitworth F.K.10, niso bilo operativno uporabljeni

- Multikrilnik (multiplan): uporablja več kril nameščena vertikalno ali pa tudi v tandemu. Primer 1907 Multiplane inženirja Horatia Phillipsa je imel več kot 200 majhnih krilc in je uspešno poletel. Leteči čoln Caproni Ca.60 je poletel za kratek čas in potem strmoglavil.

| Trokrilnk | Štirikrilnik | Multikrilnik |

Zamaknjeno (staggered) krilo je konfiguracija pri večrilnikih, pri kateri je zgornje krilo zamaknjeno naprej ali nazaj od spodnjega. Primer letala z nazaj zamaknjenim zgornjim krilom je Beechcraft Staggerwing.
| Enakomerno nameščeni krili (Unstaggered) | Naprej zamaknjeno zgornje krilo (Forwards stagger) | Nazaj zamaknjeno zgornje krilo (Backwards stagger) |

Tandem krilo ima dve krili, eno nameščeno za drugim.

### Krila gleda na način pritrditve
Krilo mora biti trdno in togo pritrjeno na trup. Nekateri načini precej povečajo težo, zato se uporabljajo druge rešitve, kot npr. podporne palice in žice. Te so učinkovite, vendar pa povečajo zračni upor.
Tipi:
- Kantilever krilo: je krilo vpeto samo na enem koncu (pri korenu), vsa podporna strukura je nameščena znotraj krila, krilo je čisto in aerodinamično, ponavadi se uporablja za enokrilnike.
- Krilo s podporniki (ang. braced): krilo poleg vpetja na trup za podporo uporablja še podporne palice (strut) ali žice. Skoraj vsi dvokrilniki in trokrilniki so tega tipa. Fokker Eindecker je bil enokrilnik z žicami. Krila s podporniki so dveh tipov:
  - Podporni drog: uporablja eno ali več togih palic, ki so lahko obremenjene natezno ali pa kompresivno (tlačno)
  - Podporne žice: uporablja žice, ki so lahko obremenjene samo natezno. Boeing P-26 Peashooter je uporabljal samo žice. V veliko primerih se hkrati uporablja palice in žice.

| Kantilever | Podporne palice (strut) | Podporne žice in palice |

Večkrilnik s podporami ima lahko več podpornih delov (bay). de Havilland Tiger Moth ima en podporni del (single bay), Bristol F.2 Fighter pa dva (two-bay)
| Dvokrilnik z enim podpornim delom | Dvokrilnik z dvema podpornima deloma |

- Zaprto krilo ali neplanarno krilo (non planar wing ali closed wing) je primer v katerem sta obe krili strukturalno združeni skupaj. Primeri zaprtih kril:
  - Škatlasto krilo (box wing): zgornje in spodnje krilo sta združeni skupaj preko majhnega vertikalnega krilca. Primer Santos-Dumont´s 14-bis
  - Ovalno škatlasto krilo (Annular box wing) je podobno škatlastemu, le da je bolj okrogle oblike. Primer Blériot III
  - Cilindrično krilo (annular ali cylindrical wing) je krilo cilindrčne oblike. Primer Coléoptère.[4]
  - Združeno krilo (Joined wing) je tandem krilo. Primer Ligeti Stratos[5]

- Obročasto krilo (planarno krilo)
  - Plosko obročasto krilo: krilo ima obliko diska z luknjo v sredini. Pilot Lee-Richards je letel s takim krilom, kmalu pred začetkom 1. svetovne vojne[6]
  - Romboidno plosko krilo: krilo ima obliko romboida, primer je neuspešni Edwards Rhomboidal dvokrilnik iz leta 1991[7] Bomba Small Diameter Bomb uporablja romboidno krilo

| Obročasto plosko krilo | Romboidno krilo |

Krila se lahko definira tudi kot:
- Togo (rigidno) krilo: je dovolj trdno grajeno, da ne spreminja oblike aeroprofila
- Fleksibilno krilo: krilo potrebuje podporo in/ali relativni tok zraka, primer: rogallo krilo in kajti

| Togo delta krilo | Fleksibilno rogallo krilo |

## Po silhueti (planformi)

### Vitkost
Vitkost je razmerje med razponom krila in njegovo srednjo tetivo. Tetiva je razdalja med sprednjim in zadnjim koncem krila. Tetiva krila se zaradi tlorisa profila, ki po razponu navadno ni enakomeren, sicer od korena krila (kjer je pritrjeno na letalo) do konca spreminja, zato se za računanje vitkosti uporablja t. i. srednja tetiva, ki je enaka tetivi krila s pravokotnim tlorisom enake površine obravnavanemu krilu. Vitkost krila je obratno sorazmerna induciranemu uporu krila, ki je posledica nastanka vzgonske sile.
- Nizka vitkost: so krila z majhnim razponom in široko tetivo, primer Lockheed F-104 Starfighter in North American X-15).

- Srednja vitkost: npr. LockheedP-80 Shooting Star

- Visoka vitkost: so krila z velikim razponom in ozko tetivo, jadralna letala npr. Glaser-Dirks DG-500 in vohunsko letalo Lockheed U-2

| Nizka vitkost | Srednja vitkost | Visoka vitkost |

Obstajaja tudi gibljiva krila, pri katerih se med letom spreminja naklon kril in s tem tudi vitkost. 